# Vámos (település)
Vámos (szlovákul: Mýto pod Ďumbierom, németül: Mauth) község Szlovákiában, a Besztercebányai kerületben, a Breznóbányai járásban.

## Fekvése
Breznóbányától 10 km-re északra, a Štiavničky-völgyben fekszik.

## Története
A falu a 15. században a liptói úti vámhely mellett keletkezett Breznóbánya hűbéres településeként. 1696-ban „Mito”, 1786-ban „Mitó” alakban említik. A 17. századig lakói nemesfémet és vasércet bányásztak, szenet égettek, később mezőgazdasággal, állattenyésztéssel, fakitermeléssel, kohászattal foglalkoztak.
A 18. század végén Vályi András így ír róla: „MITO. Maut. Vámosfalu. Tót falu Zólyom Várm. földes Ura Breznyó Bánya Városa, lakosai katolikusok, fekszik e’ Városnak szomszédságában, és filiája, határja hegyes, és hideg, fája, legelője elég van, földgye közép termékenységű.”
1828-ban 90 házában 678 lakos élt, akik a 19. és 20. században a Breznóbánya környéki vasüzemekben, fűrésztelepeken dolgoztak munkásként és fuvarosként. A nők közül sokan foglalkoztak vászonszövéssel, csipkeveréssel.
Fényes Elek 1851-ben kiadott geográfiai szótárában így ír a faluról: „Vámosfalva, tót falu, Zólyom vmegyében, a breznóbányai uradalomban, 358 lak.”
A trianoni diktátumig Zólyom vármegye Breznóbányai járásához tartozott.
Lakosságának maximumát 1940-ben érte el 1200 fővel. A háború után a falu gyors fejlődésnek indult. A családi házak nagy többségét felújították, iskola, tűzoltó szerház, két szálloda, 8 panzió épült.

## Népessége
| Év:            | 1994. | 2004.   | 2014.   | 2024.   |
| -------------- | ----- | ------- | ------- | ------- |
| Emberek száma: | 571   | 542     | 524     | 500     |
| Eltérés:       |       | -5,07 % | -3,32 % | -4,58 % |

| Év:            | 2023. | 2024.   |
| -------------- | ----- | ------- |
| Emberek száma: | 502   | 500     |
| Eltérés:       |       | -0,39 % |

1910-ben 1068, túlnyomórészt szlovák anyanyelvű lakosa volt.
2001-ben 556 lakosából 547 szlovák volt.
2011-ben 526 lakosából 493 szlovák volt.

## Neves személyek
- Itt született 1929-ben Božena Bobáková szlovák írónő.
- Talán itt hunyt el 1616-ban Czobor Mihály költő, katona, főnemes.
- Itt szolgált František Švantner (1912-1950) szlovák regényíró. A naturalizmus kiemelkedő képviselője a szlovák irodalomban.

## Nevezetességei
- Evangélikus temploma 1822 és 1828 között épült, 1932-ben klasszicista stílusban újították fel.
- Szent Máté tiszteletére szentelt római katolikus temploma 1840-ben épült klasszicista stílusban, a 20. században átépítették.
- 19. századi gerendás faházak az út mellett.
- Kovácsműhelye a 20. század elején épített népi építmény.

## Külső hivatkozások
- Hivatalos oldal
- E-obce.sk Archiválva 2009. augusztus 19-i dátummal a Wayback Machine-ben
- Községinfó
- Vámos Szlovákia térképén
- A község az Alacsony-Tátra turisztikai honlapján
- A község a Felső-Garammenti régió turisztikai honlapján